# Masahiro Shimizu
Masahiro Shimizu (清水雅広?, Shimizu Masahiro; Fujisawa, 22 novembre 1964) è un pilota motociclistico giapponese ritiratosi dall'attività agonistica.

## Carriera
Shimizu ha vinto il Campionato nazionale giapponese della classe 250 nel 1987. Ha iniziato la sua carriera nel motomondiale con una pole position nel 1987 in occasione della gara di casa, correndo con una Honda; in questa stagione disputa tre Gran Premi classificandosi tredicesimo con venti punti. Diventa pilota a tempo pieno l'1988 quando, con il team Ajinmoto, con cui ottiene un podio (2º posto) a Jerez e chiude la stagione al decimo posto con 68 punti. 
Nel 1989, nel quale conquista quattro piazzamento a podio, conclude al sesto posto con 116 punti. Nel 1990 sale nuovamente sul podio in due occasioni: Donington e Andrestorp; con cento punti è settimo ne mondiale. La sua stagione migliore fu nel 1991, quando risultò quinto con centoquarantadue punti. Nel 1992, con il team HeroSport, termina nono con 46 punti. In carriera ha totalizzato nove podi, tutti con Honda, unica casa per cui ha gareggiato nel mondiale.

## Risultati nel motomondiale
| 1987 | Classe | Moto  |   |  |  |  |  |  |  |  |  |  |  |  |  |   |   | Punti | Pos. |
| ---- | ------ | ----- | - |  |  |  |  |  |  |  |  |  |  |  |  | - | - | ----- | ---- |
| 1987 | 250    | Honda | 4 |  |  |  |  |  |  |  |  |  |  |  |  | 9 | 3 | 20    | 13º  |

| 1988 | Classe | Moto  |  |  |   |   |   |     |   |     |     |     |     |   |     |    |   | Punti | Pos. |
| ---- | ------ | ----- |  |  | - | - | - | --- | - | --- | --- | --- | --- | - | --- | -- | - | ----- | ---- |
| 1988 | 250    | Honda |  |  | 5 | 2 | 4 | Rit | 6 | Rit | Rit | Rit | Rit | 9 | Rit | 13 | 9 | 68    | 10º  |

| 1989 | Classe | Moto  |    |    |    |   |    |   |    |    |    |   |   |   |     |   |   | Punti | Pos. |
| ---- | ------ | ----- | -- | -- | -- | - | -- | - | -- | -- | -- | - | - | - | --- | - | - | ----- | ---- |
| 1989 | 250    | Honda | 13 | 14 | 10 | 7 | 11 | 3 | 10 | NP | 11 | 9 | 7 | 3 | Rit | 2 | 2 | 116   | 6º   |

| 1990 | Classe | Moto  |     |    |     |   |   |     |    |   |   |   |   |   |     |     |   | Punti | Pos. |
| ---- | ------ | ----- | --- | -- | --- | - | - | --- | -- | - | - | - | - | - | --- | --- | - | ----- | ---- |
| 1990 | 250    | Honda | Rit | 11 | Rit | 8 | 6 | Rit | 12 | 4 | 9 | 4 | 2 | 3 | Rit | Rit | 8 | 100   | 7º   |

| 1991 | Classe | Moto  |   |     |   |   |   |   |   |   |   |   |   |   |   |   |     | Punti | Pos. |
| ---- | ------ | ----- | - | --- | - | - | - | - | - | - | - | - | - | - | - | - | --- | ----- | ---- |
| 1991 | 250    | Honda | 8 | Rit | 5 | 4 | 7 | 5 | 6 | 6 | 6 | 6 | 4 | 4 | 4 | 5 | Rit | 142   | 5º   |

| 1992 | Classe | Moto  |     |     |   |   |   |     |   |   |   |     |   |    |    |  |  | Punti | Pos. |
| ---- | ------ | ----- | --- | --- | - | - | - | --- | - | - | - | --- | - | -- | -- |  |  | ----- | ---- |
| 1992 | 250    | Honda | Rit | Rit | 8 | 3 | 8 | Rit | 5 | 5 | 4 | Rit | 9 | 13 | 11 |  |  | 46    | 9º   |

| Legenda | 1º posto        | 2º posto            | 3º posto            | A punti      | Senza punti        | Grassetto – Pole position Corsivo – Giro più veloce |
| Legenda | Gara non valida | Non qual./Non part. | Ritirato/Non class. | Squalificato | '-' Dato non disp. | Grassetto – Pole position Corsivo – Giro più veloce |